# Eunicea clavigera
Eunicea clavigera är en korallart som beskrevs av Bayer 1961. Eunicea clavigera ingår i släktet Eunicea och familjen Plexauridae. Inga underarter finns listade i Catalogue of Life.